# Ara Eivissa
Ara Eivissa (en español: «Ahora Ibiza») es un partido político español de ideología progresista de izquierda, cuyo ámbito de actuación se circunscribe a la isla de Ibiza. Se define como ecosoberanista, ecologista, municipalista y feminista.
Fundado en 2019 como una coalición entre Guanyem Eivissa, Esquerra Republicana y Equo, pasó a constituirse como partido político en agosto de 2022.

## Historia
Se presentó públicamente en febrero de 2019 con la intención de presentarse a las elecciones municipales, autonómicas y del consejo insular de Ibiza. En marzo del mismo año anunciaron que concurrían a las elecciones generales españolas bajo la candidatura Veus Progressistes, junto con Més per Mallorca, Més per Menorca y Esquerra Republicana de les Illes Balears. Sin embargo, en el senado se presentaron en solitario por la circunscripción de Ibiza y Formentera con Josep Antoni Prats como candidato. 
En 2022 de integra en la coalición Ara Més junto Més por Mallorca, Més por Menorca e independientes de Baleares, con el objetivo alcanzar voz soberanista balear en las siguientes elecciones generales.
Para las Elecciones generales de España de 2023 descarta integrarse en Sumar al Congreso, aunque decide no presentarse para no dividir el voto. En cambio, al Senado se presentan en la coalición Eivissa i Formentera al Senat.
Para las Elecciones europeas de 2024 se integra en la coalición Ahora Repúblicas, formada por Ara Més, ERC, BNG y Bildu, teniendo a Mercè Chumillas como candidata del partido dentro de la coalición. 

## Resultados

### Elecciones generales
| Elecciones      | Cabeza de lista          | Votos  | %    | Diputados | Posición |
| --------------- | ------------------------ | ------ | ---- | --------- | -------- |
| 2019 (Congreso) | Guillem Balboa Buika     | 18 295 | 4,07 | 0/8       | 6.º      |
| 2019 (Senado)   | Josep Antoni Prats Serra | 1 325  | 2,18 | 0/1       | 7.º      |

### Elecciones municipales
| Elecciones | Votos | Concejales |
| ---------- | ----- | ---------- |
| 2019       | 1 584 | 1/80       |
| 2023       | 1 219 | 1/80       |